# 프란시스 X. 부시맨

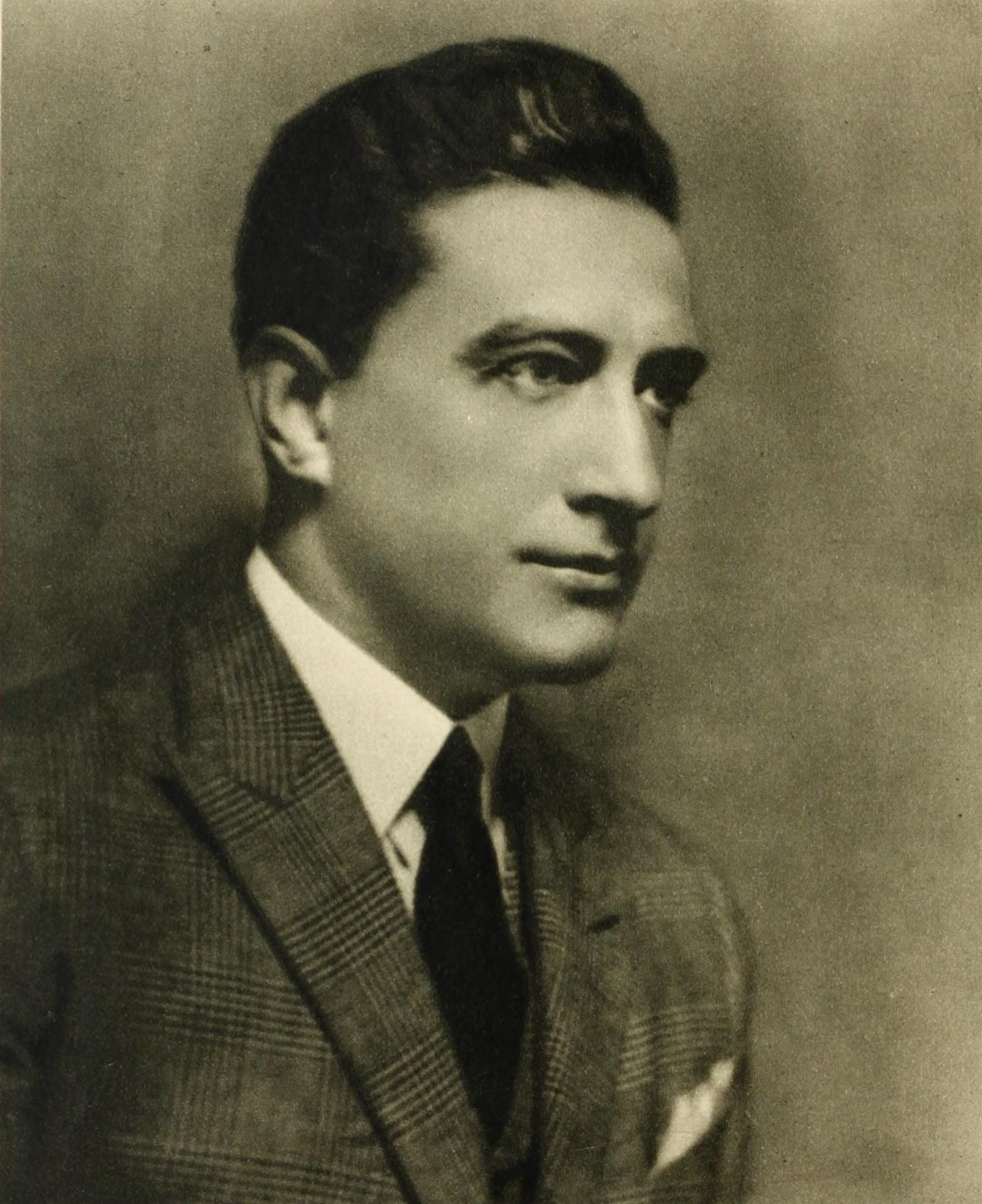

프란시스 X. 부시맨(Francis Xavier Bushman, 1883년 1월 10일 ~ 1966년 8월 23일)은 미국의 배우, 각본가, 영화 감독, 영화배우, 텔레비전 배우이다.
볼티모어에서 태어났으며 퍼시픽팰리세이즈에서 사망하였다. 사인은 심근 경색이다. 포리스트 론 메모리얼 파크에 매장되었다.

## 영화
- 배트맨 - 66년 TV 시리즈 (1966년)
- 팬텀 플래닛 (1961년)
- 페리 메이슨 (1957년)
- 사브리나 (1954년) - 미스터 타이슨 역
- 배드 앤 뷰티 (1952년)
- 다윗과 밧세바 (1951년)
- 피어 긴트 (1941년)
- 딕 트레이시 (1937년)
- 쓰루브레드 돈 크라이 (1937년)
- 벤허 (1925년)